# 孔科雷 (莫尔比昂省)
孔科雷（法語：Concoret）是法国莫尔比昂省的一个市镇，属于瓦讷区（Vannes）莫龙县（Mauron）。该市镇总面积15.76平方公里，2009年时的人口为765人。

## 人口
孔科雷人口变化图示